# Симон II де Монфор
Симон II де Монфор (фр. Simon II de Montfort; умер 24/25 сентября после 1104) — нормандский аристократ, сеньор де Монфор-л’Амори с 1092 года.

## Биография
Симон II был вторым сыном Симона I де Монфора и его третьей супруги Агнессы, дочери Ричарда, графа д’Эврё. Он унаследовал сеньорию Монфор-л’Амори около 1092 года, после смерти старшего брата Ричарда. Помимо этих владений в Нормандии, Симону также принадлежали Эпернон и Бейн в Иль-де-Франсе.
О Симоне II известно крайне мало. Будучи вассалом одновременно герцога Нормандии и короля Франции, Симон II, по некоторым сведениям, склонялся на сторону последнего. В 1098 году Монфор был осаждён войсками английского короля Вильгельма II, управляющего Нормандией в отсутствие герцога Роберта III Куртгёза. Симон II выдержал осаду и отбросил королевские войска.
Симон II де Монфор, очевидно, не был женат и детей не имел. Он умер не ранее 1104 года, после чего владения дома де Монфор-л’Амори унаследовал младший брат Амори III.